# Linia kolejowa Koszwały – Cedry Wielkie – Giemlice – Odrzygość
Linia kolejowa Koszwały – Giemlice – Odrzygość – wraz z linią Gdańsk Wąskotorowy – Prawy Brzeg Wisły stanowiła w latach 1905-1974 lewobrzeżną część Gdańskiej Kolei Dojazdowej.

## Historia
Linia została wybudowana przez spółkę Westpreußische Kleinbahnen Aktien-Gesellschaft (WKAG – Zachodniopruska Spółka Małych Kolei). 3.10.1904 r. otwarto dla ruchu towarowego odcinek Koszwały – Cedry Wielkie – Giemlice – Wróblewo. 17.08.1905 oddano do użytku całą linię i rozpoczęto przewozy pasażerskie. Pod zarządem WKAG linia funkcjonowała do lutego 1945 roku, kiedy to saperzy Wehrmachtu rozpoczęli demontaż odcinka Giemlice – Cedry Wielkie – Koszwały w celu pozyskania materiału torowego. W ostatnich tygodniach Wojny linia została zatopiona wraz ze znaczną częścią Żuław. Zniszczeniu uległo również wiele obiektów inżynieryjnych.
W latach 1945–1950 prowadzono prace melioracyjne oraz naprawy zniszczonych torów. W najgorszym stanie były odcinki Koszwały – Cedry Wielkie i w okolicach Wiśliny. Ostatecznie linię uruchomiono ponownie dopiero 22.07.1950 r.
Lewobrzeżna część Gdańskiej Kolei Dojazdowej funkcjonowała do 31.12.1973 roku. Do końca pierwszego kwartału 1975 roku tory zostały całkowicie rozebrane.